# ダナ・ローラバッカー
ダナ・タイロン・ローラバッカー（Dana Tyron Rohrabacher, 1947年7月21日 - ）は、アメリカ合衆国の政治家。共和党所属の下院議員（カリフォルニア州第46区選出、当選11回）。ドイツ系アメリカ人でドイツ読みではローラバッハーとなる。

## 人物・来歴
カリフォルニア州コロナド出身。カリフォルニア州立大学でバロック芸術の修士号を取得し、南カリフォルニア大学で芸術の修士号を授与される。
ロナルド・レーガン元大統領のスピーチ・ライターを経て、1988年の下院選に、当時のカリフォルニア州第42区から立候補し当選。以来連続10期当選。当選以来外交畑を歩き、退役軍人との太いパイプを有する。ロナルド・レーガン元大統領に代表される「強いアメリカ」の信奉者で、9・11以降の米国主導の対テロ戦争の積極推進論者でもある。アフガン戦争後には外交委員会の一員としてカーブルを訪問した。2002年10月にはイラクへの武力行使を可能とする決議案に賛成票を投じている。東アジア政策においては反中・親台である。
2008年アメリカ合衆国大統領選挙においては、不法移民合法化政策への反対からミット・ロムニー・前マサチューセッツ州知事を支持した。
宗教はバプティスト。尊敬する政治家は米国のロナルド・レーガン元大統領と台湾の李登輝前総統。李に対しては「ジョージ・ワシントンに匹敵する人物」とその生き様に感銘を受けている。

## 対日政策
靖国神社参拝に対しては中国政府の日米分断工作であるとして一定の理解を示している。
また、2007年11月には訪米した家族会メンバーや同行した拉致議連の衆議院議員平沼赳夫らと会談。会談の中ではブッシュ政権が推し進める北朝鮮に対するテロ支援国家指定解除に強い懸念を示した。ブッシュ大統領が2008年6月に表明した指定解除表明に対しても反対を表明している。

## 中国メディアの米国進出に関して
米国下院外交委員会のダナ・ローラバッカー議員らは2011年9月13日に、中国国営メディア新華社をはじめ人民日報、光明日報、中国青年報、中国中央テレビ（CCTV）など中国主要メディアは中国共産党政権に運営される国営メディアであると指摘し、これらの中国メディアに所属する記者の米国入国を制限する法案「2011中国メディア相互法案」を議会に提出した。法案は、米国に入国する中国の国営メディアの特派員を、中国に入国する米政府系メディアの特派員と同水準なものにするべきだと主張した。2010年の時点で米当局は中国人記者650人に入国査証を発行しているのに対し、中国国営メディアに近いボイス・オブ・アメリカ（VOA）とラジオ自由アジア（RFA）の二名のみが中国入国査証を取得しており、また、アメリカで中国人記者の活動は制限されないのに対し、中国駐在の米国人記者は当局の監視を受けていると指摘した。ローラバッカー議員は駐米中国メディア特派員は中国政府の工作員であるとした。